# Диего Бунюел
Диего Бунюел (на френски: Diego Buñuel) е френско-американски режисьор, журналист, телевизионен водещ и филмов продуцент.
Роден е на 21 юли 1975 година в Париж в семейството на режисьора от испански произход Хуан Луис Бунюел. Завършва журналистика в Северозападния университет, след което работи в различни вестници и като военен кореспондент. През 2006 година създава поредицата „Не казвайте на майка ми“ („Don't Tell My Mother“), съвместна продукция на „Канал+“ и „Нешънъл Джиографик“, показваща райони, засегнати от скорошни военни конфликти. През следващите години продуцира и режисира и други документални филми, като „Dieu superstar: le nouveau rêve américain“ (2005), „Boomerang, la puce à l'oreille“ (2012), „Forever Pure“ (2016).

## Избрана филмография
- „Не казвайте на майка ми“ („Don't Tell My Mother“, 2006 – )
- „Dieu superstar: le nouveau rêve américain“ (2005)
- „Boomerang, la puce à l'oreille“ (2012)
- „Forever Pure“ (2016)